# New Art Academy
New Art Academy (新 絵心教室, Shin egokoro kyōshitsu au Japon et Art Academy: Lessons for Everyone! en Amérique du Nord) est un jeu vidéo de dessin développé par Headstrong Games et édité par Nintendo, sorti en 2012 sur Nintendo 3DS.
Il fait suite à Art Academy et précède Pokémon Art Academy.

## Accueil
- Jeuxvideo.com : 15/20[1]